# Nastri d'argento 1976
La 31ª edizione dei Nastri d'argento si è tenuta nel 1976.

## Vincitori

### Regista del miglior film
- Michelangelo Antonioni - Professione: reporter
- Francesco Rosi - Cadaveri eccellenti
- Mario Monicelli - Amici miei

### Migliore regista esordiente
- Ennio Lorenzini - Quanto è bello lu murire acciso
- Peter Del Monte - Irene, Irene

### Miglior produttore
- Andrea Rizzoli - Amici miei
- Cinericerca - Il sospetto
- Alberto Grimaldi - Per il complesso della sua produzione

### Miglior soggetto originale
- Leonardo Benvenuti, Piero De Bernardi, Pietro Germi e Tullio Pinelli - Amici miei
- Marco Bellocchio - Marcia trionfale
- Franco Solinas -  Il sospetto

### Migliore sceneggiatura
- Leonardo Benvenuti, Piero De Bernardi, Pietro Germi e Tullio Pinelli - Amici miei
- Francesco Rosi, Tonino Guerra, Lino Iannuzzi - Cadaveri eccellenti
- Franco Solinas, Francesco Maselli - Il sospetto

### Migliore attrice protagonista
- Monica Vitti - L'anatra all'arancia
- Agostina Belli - Telefoni bianchi
- Lisa Gastoni - Scandalo
- Giovanna Ralli - Colpita da improvviso benessere

### Migliore attore protagonista
- Michele Placido - Marcia trionfale
- Giulio Brogi - San Michele aveva un gallo
- Ugo Tognazzi - Amici miei
- Nino Manfredi - Attenti al buffone

### Migliore attrice non protagonista
- Maria Teresa Albani - Per le antiche scale
- Milena Vukotic - Amici miei
- Anna Mazzamauro - Fantozzi
- Anna Proclemer - Cadaveri eccellenti

### Migliore attore non protagonista
- Ciccio Ingrassia - Todo modo
- Tino Carraro - Cadaveri eccellenti
- Duilio Del Prete - Amici miei

### Migliore musica
- Adriano Celentano - Yuppi du
- Giorgio Gaslini - Profondo rosso
- Giovanna Marini - Per le antiche scale

### Migliore fotografia
- Luciano Tovoli - Professione: reporter
- Ennio Guarnieri - Per le antiche scale
- Giuseppe Rotunno - Divina creatura

### Migliore scenografia
- Fiorenzo Senese - Divina creatura
- Andrea Crisanti - Cadaveri eccellenti
- Enrico Fiorentini - Salon Kitty

### Migliori costumi
- Gabriella Pescucci - Divina creatura
- Piero Tosi - Per le antiche scale
- Ugo Pericoli - Salon Kitty

### Regista del miglior film straniero
- Miloš Forman - Qualcuno volò sul nido del cuculo (One Flew Over the Cuckoo's Nest)
- Robert Altman - Nashville
- Martin Scorsese - Mean Streets - Domenica in chiesa, lunedì all'inferno (Mean Streets)

### Nastro d'argento speciale
- Pietro Germi (in memoria)